# صامد للحمض

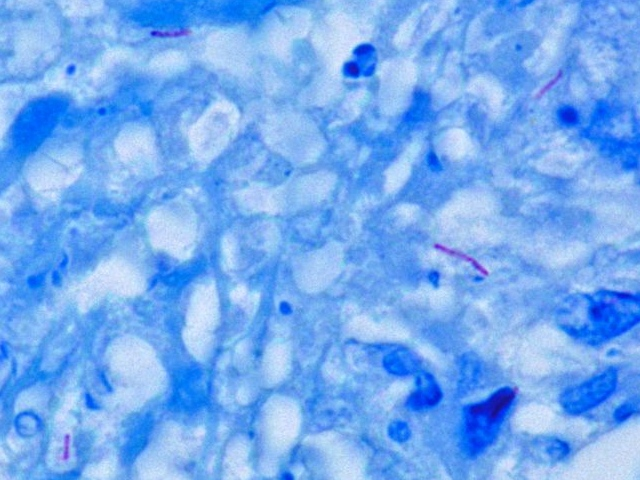
متفطرة سلية (stained red) in tissue (blue).

صامدة للحمض هي خاصية فيزيائية لبعض أنواع البكتيريا، تشير إلى مقاومتها لإزالة الصبغة بالأحماض خلال عملية الصبغ.
الكائنات صامدة للحمض تكون صعبة التمييز بواسطة التقنيات الأساسية، على سبيل المثال إذا تم صبغ بكتيريا صامدة للحمض بصبغة غرام النتيجة ستكون إيجابية غير طبيعية، والتي ستتطلب إختبارات أخرى. يمكن صبغ هذه الكائنات بواسطة صبغ مركزة وباستخدام الحرارة. إذا تم صبغها، هذه الكائنات تكون مقاومة للحمض المخفف.
الكمية العالية من المايكولك اسيد حمض مايكوليك الموجودة في بكتيريا معينة تكون المسؤولة عن هذه الخاصية. أفضل طريقة لصبغ هذا النوع من الكائنات باستخدام تلوين تسيل-نلسن. البكتيريا يصبح لونها أحمر فاتح والخلفية تكون بالأزرق. طريقة أخرى تسمى طريقة كينين Kinyoun stain حيث أن البكتيريا ترى عبر الفَحْصِ المِجْهَرِيّ التَأَلُقِيّ مجهر فلوري باستخدام صبغة خاصة: مثلا صبغة أورامين رومدامين. بعض البكتيريا تكون صامدة للحمض جزئياً.

## أمثلة
تعتبر الكائنات الصامدة للحمض قليلة وهي :
- كل أنواع المتفطرة
- نوكارديا نوكاردية
- رأس الحيوان المنوي
- أبواغ البكتيريا
- بعض الطفيليات مثل خفية الأبواغ، خفية الأبواغ الصغيرة وكايكلوسبورا كايتنيسيس Cyclospora cayetanensis such as.

### Online protocol examples
- Ziehl-Neelsen نسخة محفوظة 7 يناير 2007 على موقع واي باك مشين. protocol (نسق المستندات المنقولة format).
- Alternate Ellis & Zabrowarny method for staining AFB.